# Asian Le Mans Series 2024-25
Asian Le Mans Series 2024-25 är den trettonde säsongen av den asiatiska långdistansserien för sportvagnar och GT-bilar, Asian Le Mans Series. Säsongen omfattar sex deltävlingar under vintern 2024/2025.

## Tävlingskalender
| Datum            | Bana                         | Segrare LMP2 – Team                                | Segrare LMP3 - Team                              | Segrare GT – Team                              |
| Datum            | Bana                         | Segrare LMP2 – Förare                              | Segrare LMP3 - Förare                            | Segrare GT – Förare                            |
| ---------------- | ---------------------------- | -------------------------------------------------- | ------------------------------------------------ | ---------------------------------------------- |
| 7 december 2024  | Sepang International Circuit | RD Limited                                         | Ultimate                                         | Car Guy Racing                                 |
| 7 december 2024  | Sepang International Circuit | James Allen Fred Poordad Tristan Vautier           | Stéphane Lémeret Matteo Quintarelli Bence Válint | Esteban Masson Daniel Serra Yudai Uchida       |
| 8 december 2024  | Sepang International Circuit | Algarve Pro Racing                                 | Ultimate                                         | Winward Racing                                 |
| 8 december 2024  | Sepang International Circuit | Malthe Jakobsen Michael Jensen Valerio Rinicella   | Stéphane Lémeret Matteo Quintarelli Bence Válint | Jules Gounon Gabriele Piana                    |
| 8 februari 2025  | Dubai Autodrome              | Algarve Pro Racing                                 | Bretton Racing                                   | 2 Seas Motorsport                              |
| 8 februari 2025  | Dubai Autodrome              | Malthe Jakobsen Michael Jensen Valerio Rinicella   | Theodor Jensen Jens Reno Møller Griffin Peebles  | Ben Barnicoat Anthony McIntosh Parker Thompson |
| 9 februari 2025  | Dubai Autodrome              | Algarve Pro Racing                                 | RLR MSport                                       | Herberth Motorsport                            |
| 9 februari 2025  | Dubai Autodrome              | Olli Caldwell Kriton Lendoudis Alex Quinn          | Nick Adcock Ian Aguilera Chris Short             | Ralf Bohn Alfred Renauer Robert Renauer        |
| 15 februari 2025 | Yas Marina Circuit           | Algarve Pro Racing                                 | RLR MSport                                       | Manthey EMA                                    |
| 15 februari 2025 | Yas Marina Circuit           | Malthe Jakobsen Michael Jensen Valerio Rinicella   | Nick Adcock Ian Aguilera Chris Short             | Ryan Hardwick Richard Lietz Riccardo Pera      |
| 16 februari 2025 | Yas Marina Circuit           | AF Corse                                           | High Class Racing                                | Manthey Racing                                 |
| 16 februari 2025 | Yas Marina Circuit           | François Perrodo Alessio Rovera Matthieu Vaxivière | Anders Fjordbach Thomas Kiefer Mark Patterson    | Antares Au Klaus Bachler Joel Sturm            |

## Slutställning
| Klass | Förare                                           | Team               |
| ----- | ------------------------------------------------ | ------------------ |
| LMP2  | Malthe Jakobsen Michael Jensen Valerio Rinicella | Algarve Pro Racing |
| LMP3  | Theodor Jensen Jens Reno Møller                  | Bretton Racing     |
| GT    | Antares Au Klaus Bachler Joel Sturm              | Manthey Racing     |